# Великая Хорватия

Карта Великой Хорватии

Великая Хорватия (хорв. Velika Hrvatska) — популистская, панславянская идея хорватских националистов-радикалов-ирредентистов, как антагонизм идеи Великой Сербии и Великой Венгрии.
Идея и сам термин возникли в начале 90-х годов XX века, был разработан хорватскими националистами и состоит на тех же популистских основах и из той же серии панславизма, что и Великая Сербия, Великая Болгария и т.д.
Согласно идеи, Великая Хорватия должна иметь доминирующее положение в Северно-Западных Балканах в политическом плане и иметь на своей территории прохорватски настроенные народности, то есть по сути националистическое государство, отрицающее какое-либо присутствие в каких-либо долях иных этнических групп.
В состав Великой Хорватии должны войти земли Боснии и Герцеговины, на которых во время югославских войн было основано государство Герцег-Босна, хорватские районы Сербии (Срем, Бачка, Санджак) и Черногории (Которский залив), словенское побережье Адриатического моря (вместе с Триестом).